# Acacia anceps

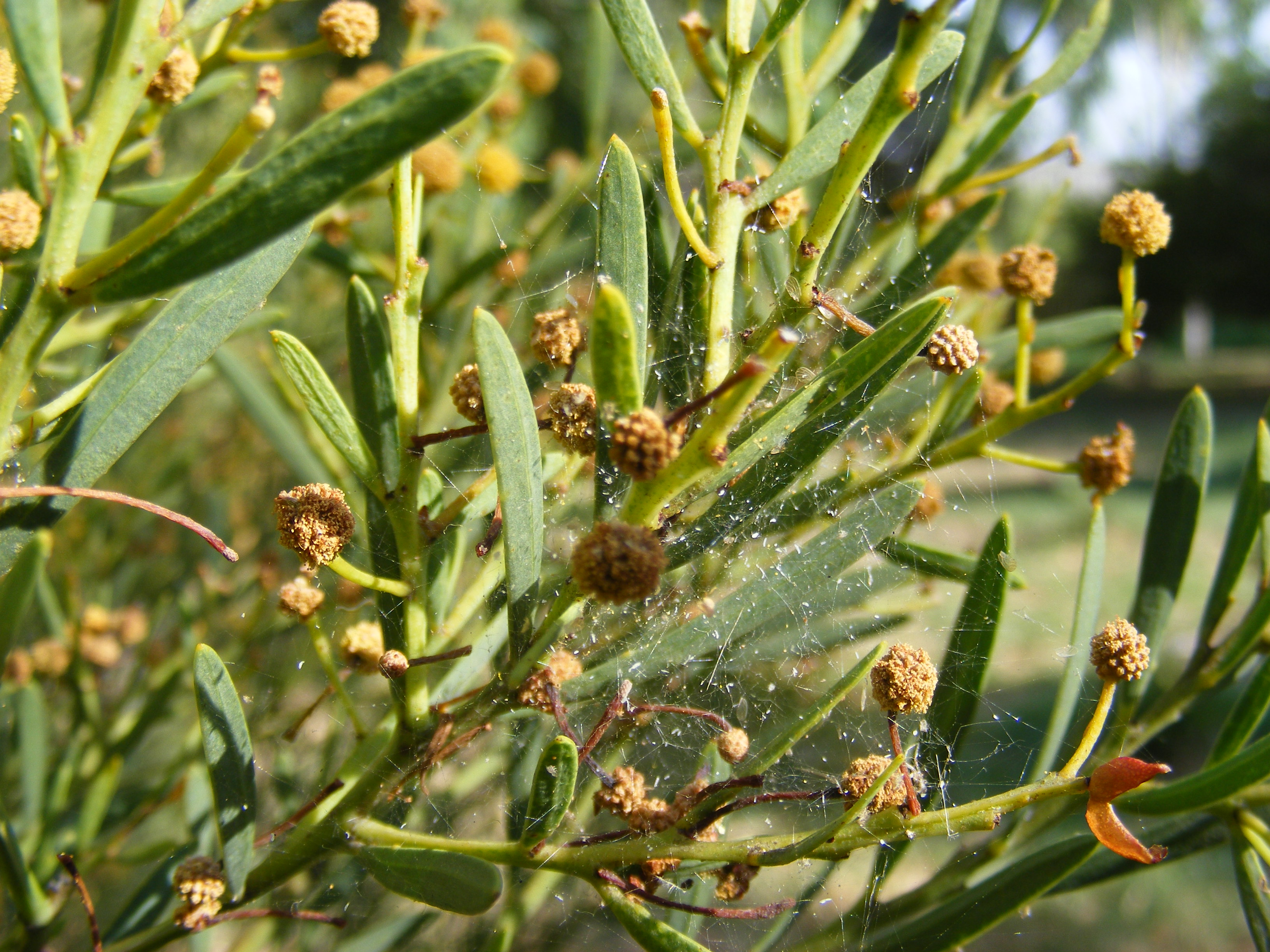
Fullatge i flors dA. anceps

Acacia anceps, és un arbust que pertany al gènere Acàcia i al subgènere Phyllodineae.

## Descripció
És un arbust espès que generalment creix a una alçada d'1 a 3 metres. Floreix de setembre a febrer i produeix flors grogues. Les branques són erectes, rígides, glabres i creixen cap a fora a un diàmetre d'1 a 3 metres. Els pecíols són gruixuts i rígids amb una forma lineal a obovada. Creixen fins a una llargada d'uns 5 centímetres i una amplada de 3,5 cm. Les inflorescències solitàries són axil·lars amb grans flors globulars. Després de la floració es formen beines de llavors que són de color vermell a marró. Les beines són planes a ondulades i d'uns de 5 cm de llarg i 1,2 cm d'ample que contenen llavors que són de color marró fosc o motejades amb forma el·líptica.

## Distribució
És nativa Austràlia i es distribueix al llarg de la costa sud de la regió d'Goldfields-Esperance d'Austràlia Occidental i de les zones costaneres de l'Austràlia Meridional fins a l'est, com la Península Eyre Creix bé en sòls sorrencs calcaris i sòls sorrencs de color marró vermellós poc profund com a part de la vegetació de dunes costaneres o dels ecosistemes de matollar obert.

## Cultiu
La planta s'utilitza com una bardissa ornamental que prospera en llocs costaners i es planta com una barrera contra el vent. Es pot propagar a partir de llavors o d'esqueixos, però necessita sòls ben drenats. Tolera a ple sol o ombra parcial i tolera bé a la sequera.